# Campeonato de Euskadi del Cuatro y Medio 2009
La XXI edición del Campeonato de Euskadi del Cuatro y Medio, competición de pelota vasca en la variante de pelota mano profesional de primera categoría, se disputó en el año 2009. Fue organizada conjuntamente por Asegarce y ASPE, las dos principales empresas dentro del ámbito profesional de la pelota a mano.
La final se disputó el 8 de diciembre de 2009 entre Juan Martínez de Irujo y Sébastian González, imponiéndose el jugador vasco-francés por 22-18. Este ha sido el primer título de primera categoría obtenido por el pelotari de Ascain, así como el primer título de primera categoría individual conseguido por un pelotari vasco-francés.

## Pelotaris
En negrita los cabezas de serie
| - Pelotaris de Asegarce: - Arretxe II - Bengoetxea VI - Berasaluze VIII - Iñigo Díaz - Leiza - Olaetxea - Olaizola I - Olaizola II - Patxi Ruiz - Saralegi |  | - Pelotaris de ASPE: - Berasaluze IX - Beroiz - González - Lasa - Martínez de Irujo - Olazabal - Ongay - Retegi Bi - Titín III - Xala |

## Primera ronda
| Fecha    | Frontón y localidad              | Rojo          | Azul          | Tanteo |
| -------- | -------------------------------- | ------------- | ------------- | ------ |
| 17/10/09 | Labrit, Pamplona                 | Bengoetxea VI | Beroiz        | 22-05  |
| 10/10/09 | Ultzama, Larrainzar              | Olaizola I    | Olazabal      | 22-12  |
| 19/10/09 | Beotibar, Tolosa                 | Patxi Ruiz    | Ongay         | 22-07  |
| 12/10/09 | Santanape, Guernica              | Leiza         | Berasaluze IX | 22-15  |
| 09/10/09 | Ederrena, Villarreal de Urrechua | Arretxe II    | Lasa          | 20-22  |
| 18/10/09 | Atano III, San Sebastián         | Xala          | Saralegi      | 12-22  |
| 17/10/09 | Municipal de Renteria, Rentería  | Retegi Bi     | Olaetxea      | 22-08  |
| 11/10/09 | Municipal Jayan-Jai, Lecumberri  | Gonzalez      | Iñigo Díaz    | 22-19  |

## Octavos de final
| Fecha    | Frontón y localidad           | Rojo       | Azul          | Tanteo |
| -------- | ----------------------------- | ---------- | ------------- | ------ |
| 24/10/09 | Labrit, Pamplona              | Lasa       | Bengoetxea VI | 20-22  |
| 25/10/09 | Astelena, Éibar               | Olaizola I | Saralegi      | 22-17  |
| 24/10/09 | Amorebieta IV, Amorebieta     | Retegi Bi  | Patxi Ruiz    | 22-15  |
| 23/10/09 | Municipal de Ceánuri, Ceánuri | Leiza      | Gonzalez      | 12-22  |

## Cuartos de final
| Fecha    | Frontón y localidad               | Rojo                     | Azul          | Tanteo |
| -------- | --------------------------------- | ------------------------ | ------------- | ------ |
| 01/11/09 | Astelena, Éibar                   | Martínez de Irujo        | Bengoetxea VI | 22-19  |
| 30/10/09 | Municipal de Balmaseda, Balmaseda | Titín III                | Olaizola I    | 22-21  |
| 31/10/09 | Labrit, Pamplona                  | Olaizola II              | Retegi Bi     | 11-22  |
| 02/11/09 | Beotibar, Tolosa                  | Berasaluze VIII (lesión) | Gonzalez      | 10-16  |

## Liguilla de Semifinales
| Fecha    | Frontón y localidad  | Rojo              | Azul      | Tanteo |
| -------- | -------------------- | ----------------- | --------- | ------ |
| 07/11/09 | Aritzbatalde, Zarauz | Martínez de Irujo | Gonzalez  | 19-22  |
| 08/11/09 | Astelena, Éibar      | Titín III         | Retegi Bi | 22-13  |
| 14/11/09 | Labrit, Pamplona     | Martínez de Irujo | Retegi Bi | 22-11  |
| 15/11/09 | Astelena, Éibar      | Titín III         | González  | 22-17  |
| 21/11/09 | Labrit, Pamplona     | Gonzalez          | Retegi Bi | 22-12  |
| 22/11/09 | Astelena, Éibar      | Martínez de Irujo | Titín III | 22-11  |

### Clasificación de la liguilla
| Pelotari          | Pelotari | Partidos jugados | Partidos ganados | Partidos perdidos | Puntos a favor | Puntos en contra | Dif. |
| ----------------- | -------- | ---------------- | ---------------- | ----------------- | -------------- | ---------------- | ---- |
| Martínez de Irujo |          | 3                | 2                | 1                 | 63             | 44               | +19  |
| Gonzalez          |          | 3                | 2                | 1                 | 61             | 53               | +8   |
| Titín III         |          | 3                | 2                | 1                 | 55             | 52               | +3   |
| Retegi Bi         |          | 3                | 0                | 3                 | 36             | 66               | -30  |

## Final
| Fecha    | Frontón y localidad      | Rojo              | Azul     | Tanteo |
| -------- | ------------------------ | ----------------- | -------- | ------ |
| 08/12/09 | Atano III, San Sebastián | Martínez de Irujo | Gonzalez | 18-22  |

- Datos: Q3754745